# محسن شکاری
محسن شکاری (۵ اسفند ۱۳۷۸ – ۱۷ آذر ۱۴۰۱) یکی از بازداشت‌شدگان خیزش ۱۴۰۱ ایران بود که در ۱۷ آذر ۱۴۰۱، پس از ۷۵ روز بازداشت، توسط جمهوری اسلامی اعدام شد. اعدام او موجب برانگیخته‌شدن خشم عمومی در بین مردم ایران و جهان شد. سازمان عفو بین‌الملل اعدام شکاری را «وحشتناک و ناعادلانه» توصیف کرد. این نخستین حکم اعدام معترضان خیزش ۱۴۰۱ ایران بود که توسط جمهوری اسلامی اجرا شد.

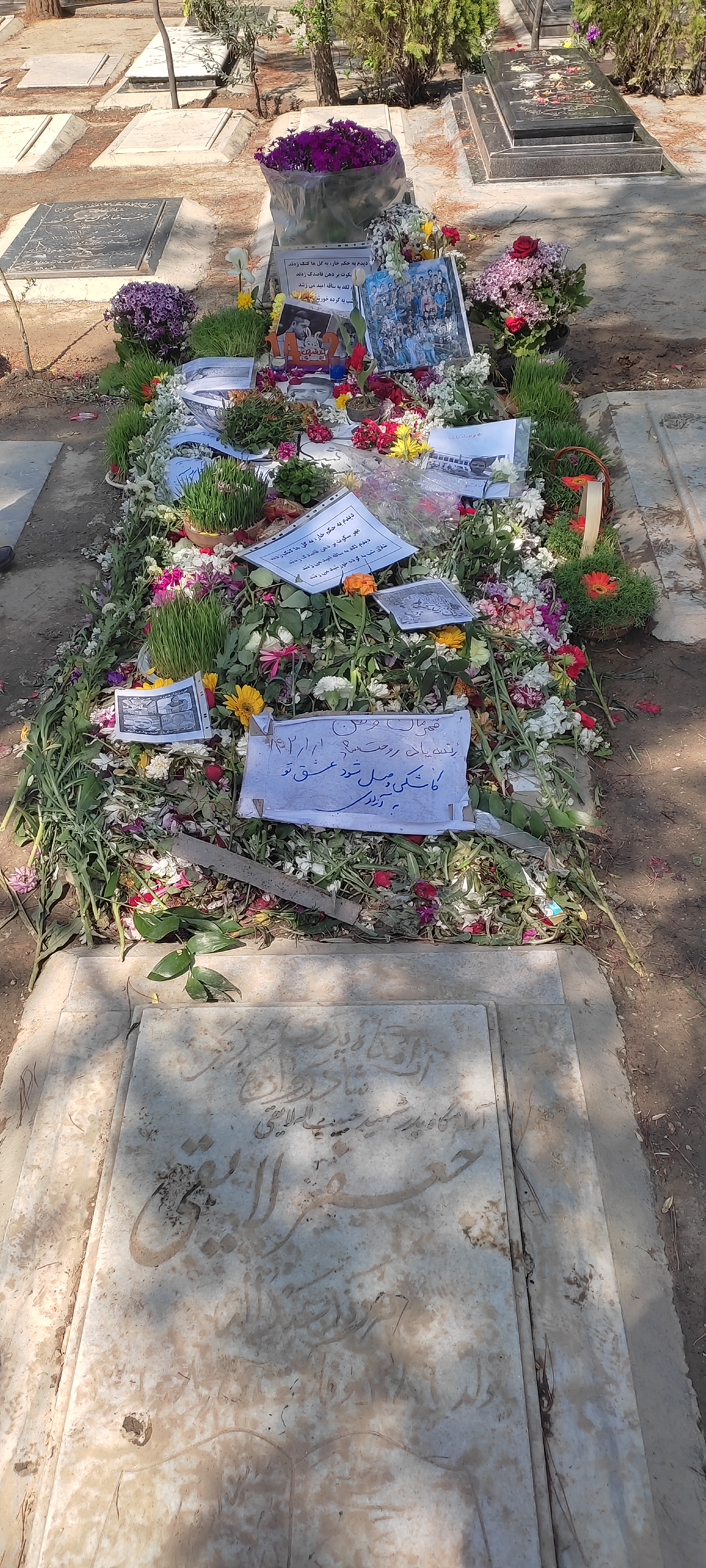
قبر محسن شکاری در نخستین پنج‌شنبه سال ۱۴۰۲

محسن شکاری در ۳ مهر ۱۴۰۱ در جریان اعتراضات خیابانی در تهران دستگیر شد و دادگاه انقلاب تهران، به دلیل بستن خیابان ستارخان و مجروح کردن یک مأمور بسیج او را به محاربه متهم کرد. نخستین جلسه دادگاه او در ۱۰ آبان برگزار شد و پس از صدور حکم اعدام، این حکم در دیوان عالی نیز تأیید و اتهام او را «مصداق اخافه ناس» (مصداق ترساندن مردم) تشخیص داد؛ اما در بحث‌های مربوط به محاربه که از رسانه‌هایی از جمله همشهری پخش شد اعلام شد که وی سلاح را در غلاف نگه داشته بود و به مردم نشان نمی‌داد. پس از اعدامش ویدئویی از اعتراف اجباری او با صورت زخمی در رسانه‌های وابسته به سپاه پاسداران منتشر شد.

## بررسی اجمالی
محسن شکاری ۲۳ سال داشت و ساکن شرق تهران بود. او در ۳ مهر ۱۴۰۱ در جریان خیزش ۱۴۰۱ ایران در خیابان ستارخان تهران بازداشت شد. گفته شده که او اقدام به ورودی بندی کرده و جاده‌ای را در خیابان ستارخان که خود نیز ساکن آنجا بوده؛ مسدود کرده است. در ابتدا خبرگزاری‌های دولتی بسیاری موضوع را «اقدام به چاقو کشی و مجروح کردن کتف یک مأمور» بیان کردند و سپس برخی همچون کیهان گفتند که او با قداره اقدام به زخمی کردن یک مأمور داشته و منجر به ۱۳ بخیه در شانه چپ بسیجی شبه نظامی شده است. خبرگزاری میزان وابسته به قوه قضائیه ایران پرونده شکاری تنها دو روز قبل از اعدام عمومی کرد و قبل از آن اسم او در هیچ خبرگزاری و شبکه‌هایی اجتماعی نبود و همین موضوع مورد موجب خشم دوچندان مردم و فعالان در این زمینه بود.
دادگاه شکاری در ۱ نوامبر ۲۰۲۲ به ریاست ابوالقاسم صلواتی برگزار شد. به گفته وزارت خزانه‌داری ایالات متحده، صلواتی به دلیل نظارت بر پرونده‌هایی «که در آن روزنامه‌نگاران، وکلا، فعالان سیاسی و اعضای گروه‌های اقلیت‌های قومی و مذهبی ایران به جرم نبود آزادی بیان و اعتراض مجازات و به حبس‌های طولانی مدت، شلاق و حتی اعدام محکوم شدند» در خطر تحریم از سوی ایالات متحده قرار دارد. شکاری به‌دلیل کشیدن سلاح «به قصد قتل، ایجاد رعب و وحشت و برهم زدن نظم و امنیت جامعه» مجرم شناخته و به محاربه متهم شد. او در آنچه محمود امیری مقدم، رئیس حقوق بشر ایران، آن را «محاکمه نمایشی بدون هیچ‌گونه روند قانونی» در دادگاه انقلاب اسلامی ایران نامید، به اعدام محکوم شد. دادگاه انقلاب از دیرباز محاکمات دادگاه را پشت درهای بسته برگزار می‌کند که مورد انتقاد جوامع بین‌المللی قرار گرفته است. طرف‌های متهم اغلب مجاز به انتخاب وکلای خود یا بررسی شواهدی که علیه آن‌ها استفاده خواهد شد، ندارند. شکاری به این حکم اعتراض کرد اما دیوان عالی کشور علی‌رغم عدم وکالت شکاری در زمان تجدیدنظر، در ۲۰ نوامبر ۲۰۲۲ حکم را تأیید کرد.
شکاری در صبح روز ۸ دسامبر ۲۰۲۲ به دار آویخته شد. خانواده او در حالی که حکم اجرا شد، در بیرون از زندان منتظر اخبار جدید در مورد سرنوشت او بودند تا اعدام انجام نشود. او در زمان اعدام ۲۳ سال داشت. خبرگزاری تسنیم که به سپاه پاسداران ارتباط دارد، اعدام شکاری را تأیید کرد، اما اطلاعات دیگری ارائه نداد. در حالی که حداقل ۴۵۹ معترض در جریان خیزش ۱۴۰۱ ایران توسط نیروهای حکومت کشته شده‌اند، اعدام شکاری باعث شد تا او نخستین فردی باشد که به دلیل نقشش در اعتراضات که در شهریور ۱۴۰۱ به دنبال درگذشت مهسا امینی آغاز گردید، اعدام شود. پس از اعدام، سازمان صدا و سیمای جمهوری اسلامی ایران بخش‌هایی از بازداشت و محاکمه شکاری را به‌صورت منقطع یا به قولی اصلاح‌شده منتشر کرد. این فیلم، شکاری را در حال قدم زدن در راهرو نشان می‌دهد و گزیده‌هایی از شهادتش را ارائه می‌دهد که در آن او چاقو به دست می‌گرفت و ظاهراً حمله را بازسازی می‌کرد.
در رابطه با بازداشت او اطلاع‌رسانی انجام نشد و کمیته پیگیری بازداشت‌شدگان قیام زن، زندگی، آزادی می‌گوید تا پیش از اعدام، اقدام برای یافتن هویت او بی‌نتیجه ماند. به گفتهٔ یکی از زندانیان، شکاری در کافه مشغول به کار و از طرفداران بازی‌های ویدئویی بود. شهریار شمس، زندانی سیاسی، می‌گوید او در کافه‌ای واقع در هفت حوض کار می‌کرد و امیدوار بود که بسیجی (که توسط شکاری مجروح شد) به او رضایت بدهد. شمس پس از آزادی از زندان سعی داشت که خانواده او را پیدا کند.
پیکر شکاری در ۱۸ آذر تحت تدابیر شدید امنیتی و تنها با حضور تعداد اندکی از نزدیکان او در قطعه ۹۲ بهشت زهرای تهران به خاک سپرده شد.

## پخش اعترافات اجباری
بلافاصله پس از انتشار خبر اعدام او، رسانه‌های وابسته به سپاه پاسداران، ویدئویی از «اعترافات اجباری» او را منتشر کردند. این «اعترافات» در دو زمان مختلف ضبط شده‌اند. در یکی از این مصاحبه‌های تلویزیونی، صورت محسن شکاری زخمی دیده می‌شود که نشان از شکنجه‌های جسمی وی می‌باشد؛ همچنین در فیلم اعترافات اجباری که از صدا و سیمای جمهوری اسلامی پخش شده دو فرد در جایگاه شاکی و شاهد قرار دارند که صورت آنها دارای پوشش کامل و غیرقابل شناسایی است.

## عملکرد نهادهای ایران
در ۱۴ آذر ۱۴۰۱، سه روز قبل از اعدام شکاری، سپاه پاسداران انقلاب اسلامی از قوه قضائیه ایران به‌دلیل «اقدام قاطعانه» در رسیدگی به پرونده محکومان و اجرای حکم اعدام آنان قدردانی کرد. روز بعد، سخنگوی قوه قضائیه ایران اعلام کرد که پنج نفر که بنا به گزارش‌ها در قتل روح‌الله عجمیان، یکی از اعضای بسیج دست داشته‌اند، به اعدام محکوم و ۱۱ متهم دیگر شامل سه متهم زیر ۱۸ سال به حبس‌های طولانی مدت محکوم شدند. او اعلام کرد که آن‌ها می‌توانند نسبت به حکم خود تجدید نظر کنند.
عفو بین‌الملل پس از اعدام شکاری گزارش داد که یکی از فرماندهان ارشد پلیس ایران سندی را امضا کرده است که در آن درخواست می‌کند اعدام یکی از زندانیان مرتبط با اعتراضات را در ملأ عام و «در کوتاه‌ترین زمان ممکن» انجام دهند و حکم اعدام او در یک مکان عمومی، با هدف «دل‌گرم کردن نیروهای امنیتی» اجرا شود.

## اشکالات حقوقی حکم اعدام
نعمت احمدی، وکیل دادگستری در مصاحبه‌ای با روزنامهٔ اعتماد گفت «اصل حکم محاربه دربارهٔ شکاری محل تشکیک است». او افزود «برای مجازات حکم محاربه لازم به صدور قطعی حکم اعدام نیست… در ماده ۲۷۹ قانون مجازات اسلامی کشیدن سلاح به قصد ترساندن مردم مسئله اصلی محاربه عنوان شده است» و از قول وی ادامه داد که مطابق ماده ۱۵۷ قانون مجازات اسلامی «انجام وظیفه مأموران باید عمل معمولی و به میزان معمول باشد اگر بیش از آن از قدرت استفاده کردند و مردم در برابر مأموران مقاومت کردند، رفتار مردم «دفاع مشروع» محسوب می‌شود».
محسن برهانی، دکترای حقوق جزا و جرم‌شناسی و استاد اخراج شده از دانشگاه تهران، نیز اعلام کرد که از اساس حکم محاربه با وضعیت شکاری هم‌خوانی نداشته و اعدامش خلاف شرع و قانون بوده است.
عمادالدین باقی، فعال حقوق بشر در ایران، نیز حکم اعدام را نامعتبر دانسته و گفت «گشاده‌دستی در صدور احکام محاربه که چه بسا با عقل و شرع هم مغایرت دارد، اگر ارعابی باشد اما نفرت درو می‌کند.»
محمدعلی ایازی، عضو مجمع محققین حوزه علمیه قم، با انتقاد از حکم صادر شده گفت «محاربه آن جایی است که حرب اتفاق بیافتد؛ یعنی جنگی اتفاق می‌افتد و کسی عمل مسلحانه‌ای را انجام می‌دهد نه آنکه فقط کسی معترض باشد یا حتی مثلاً گاهی زد و خوردی انجام دهد.»

## واکنش‌ها
اعدام شکاری بازتاب گسترده‌ای در رسانه‌های اجتماعی داشت و از سوی نهادها و چهره‌های بین‌المللی محکوم شد:

### شخصیت‌های ایرانی و خارجی
- شاهین نجفی، خواننده، نوازنده، آهنگساز، ترانه‌نویس، فعال سیاسی با انتشار پستی در صفحه اینستاگرام خود نوشت: «اعدام محسن شکاری اعلان جنگ حکومت به مردم است. ریختن این خون‌ها جز برانگیختن خشم اجتماع سودی برای جنایتکاران نخواهد داشت. تداوم انقلاب؛ خون‌خواهی»[۲۸]
- اکرم خدابنده، ملی‌پوش تکواندو، در واکنش به اعدام شکاری گفت: «این جوانان پر از احساس، فرزندان امیدوار این سرزمین بودند اعدامشان نکنید.»[۲۹]
- علی کریمی، بازیکن سابق فوتبال و فعال سیاسی، در صفحه اینستاگرام خود اعلام کرد «منتظر انتقام اعدام محسن شکاری باشید»[۲۰]
- مهدی مهدوی‌کیا، بازیکن سابق فوتبال، با انتشار استوری با تصویر فریاد زدن خانواده محسن شکاری پس از شنیدن خبر اعدام، نوشت: «این ضجه‌ها تاوان داره، چقدر عجله برای گرفتن جون یک جوون»[۳۰]
- ترانه علیدوستی، بازیگر، با انتشار پستی در اینستاگرام خود نوشت: «هر سازمان بین‌المللی که نظاره‌گر این خونریزی است و اقدامی نمی‌کند، مایه ننگ بشریت است حالا بنشینید و منتظر عواقب این خونخواری باشید.»[۳۱]
- گلشیفته فراهانی بازیگر ایرانی در توییتی نوشت: «با اعدام محسن شکاری آخرین بیل رو به گورتون زدید. سالِ ۱۴۰۱، نیست مثل ۱۳۶۷ خوابشو ببینید بی‌شرف‌ها.»[۲۰]
- هدیه تهرانی، بازیگر و برنده سیمرغ بلورین، در اینستاگرام خود از اجرای حکم اعدام شکاری انتقاد کرد. وی در بخشی از یادداشت خود نوشت: «یقین بدانید گرفتن جان یک انسان دیگر و اعدام معترضان عواقب جدی‌ای برای شما خواهد داشت. این احکام و اجرای آن‌ها بنزین بر شعله‌های آتشی‌ست که دیگر خاموش نمی‌شود.»[۳۲][۳۳][۳۴][۳۵][۳۶]
- گوهر عشقی مادر ستار بهشتی، در پیامی توییتری محسن شکاری را پسرش خطاب کرد و نوشت که به او «افتخار» می‌کند.[۲۰]
- میرحسین موسوی، سیاستمدار و نخست‌وزیر سابق ایران، با صدور بیانیه‌ای تند خواستار توقف اعدام شد و اعلام کرد «چوبه‌های دار جنبش مردم را متوقف نخواهد کرد».[۲۷]
- مولوی عبدالحمید، امام جمعه اهل سنت، در نماز جمعه زاهدان گفت «کسی که قتل نکرده و فقط راهی را بسته و چاقویی زده، از نظر قرآنی و شرعی قتل او صحیح نیست.»[۳۷]
- شماری از خانواده‌های اعدام‌شدگان دهه ۶۰ در بیانیه‌ای اعدام محسن شکاری را محکوم کردند و آن را یادآور اعدام‌های آن دوره دانسته‌اند.[۳۷]
- گوگوش، خواننده ایرانی با انتشار ویدیویی ضمن محکوم کردن اعدام او با خانواده محسن شکاری ابراز همدردی کرد.[۳۷]
- رضا پهلوی در توییتی اعدام او را پاسخ رژیم جمهوری اسلامی به اعتصابات سراسری دانست و از معترضان خواست که صدای خشم ملی از قتل ظالمانه محسن شکاری باشند.[۳۷]
- جی. کی. رولینگ، نویسنده بریتانیایی در توییتی نوشت: «محسن شکاری برای خواستن آزادی‌هایی از سوی حاکمیت به قتل رسید که بسیاری از ما آنها را بدیهی می‌دانیم.»[۳۰]
- عباس عبدی در روزنامهٔ اعتماد از اعدام‌ها و سرعت اجرای این حکم انتقاد کرد و نوشت که در اعتراضات سراسری «ذره‌ای همراهی و همدلی وجود ندارد و پیام رسمی اعدام و حذف است و بس.» او در مورد چشم‌پوشی حکومت از اعتراضات و اغتشاشات خواندن آن گفت که بدین نحو هزاران نفر به اعدام محکوم خواهند شد.[۳۸]
- مهدی کروبی، سیاستمدار و رئیس سابق مجلس شورای اسلامی، از اعدام شکاری انتقاد کرد و گفت علی خامنه‌ای، رهبر جمهوری اسلامی، اعتراضات و کسانی که «خودکامگی فردی‌اش را به چالش می‌کشند» را به دشمن نسبت می‌دهد که بتواند آن را سرکوب کند.[۳۹]

### دولت‌ها و سازمان‌های ایرانی و خارجی
- سازمان حقوق بشر ایران اعدام او را محکوم کرد و خواهان اقدام فوری جامعه جهانی برای توقف اعدام معترضان شد. محمود امیری مقدم، مدیر این سازمان، گفت «اعدام محسن شکاری پس از محاکمه‌ای شتابزده، ناعادلانه و بدون در اختیار داشتن وکیل صورت گرفته است».[۲۰]
- وزارت خارجه اتریش در توییتی اعدام محسن شکاری را محکوم کرد: «ما اعدام امروز محسن شکاری را نامتناسب و غیرانسانی می‌دانیم و به شدت آن را محکوم می‌کنیم. اتریش مخالفت صریح خود را با مجازات اعدام تکرار می‌کند و از دولت ایران می‌خواهیم که اجرای همه احکام اعدام دیگری که در رابطه با اعتراضات اخیر صادر شده را متوقف کند.»[۲۰]
- وزارت امور خارجه بریتانیا، جیمز کلورلی در اکانت توییتر خود نوشت «از خبر غم‌انگیز نخستین اعدام یک معترض در ایران خشمگین هستم. جهان نمی‌تواند بر خشونت نفرت‌انگیزی که رژیم ایران علیه مردم خودش به کار می‌برد، چشم ببندد.»[۲۰]
- وزیر امور خارجه آلمان، آنالنا بربوک با غیرانسانی خواندنِ اعدام وی، تأکید کرد: «تهدید به اعدام، فریادِ آزادی‌خواهیِ مردم را خفه نخواهد کرد.»[۴۰] همچنین وزارت خارجه آلمان اعلام کرد که در محکومت اعدام محسن شکاری، سفیر ایران در برلین را فراخوانده است.[۳۷]
- وزیر امور خارجه نروژ، آنکنن هاوتفلدت ضمن محکومت اعدام از ایران درخواست کرد که دیگر از مجازات اعدام را استفاده نکند و به سرکوب معترضانی که به دنبال حقوق بنیادین خود هستند، پایان دهد.[۴۱]
- مسئول سیاست خارجی اتحادیه اروپا، جوزپ بورل با انتشار توئیتی نوشت از اعدام محسن شکاری، نخستین مورد اعدام در رابطه با اعتراضات ایران، «وحشت‌زده شده» و این مسئله در نشست وزرای خارجه اتحادیه اروپا در اجلاس شورای امور خارجه به بحث گذاشته خواهد.[۴۲]
- مشاور امنیت ملی کاخ سفید، جیک سالیوان اعدام محسن شکاری را «ناعادلانه و وحشیانه» خواند و گفت که این یک تلاش منفی برای ارعاب مردم شجاع ایران است.[۴۲]
- وزارت امور خارجه ایالات متحده آمریکا نیز با صدور بیانیه‌ای اعدام او را محکوم کرد.[۴۲] همچنین وزیر امور خارجه، آنتونی بلینکن نیز در توییتی نوشت: «ما از اعدام محسن شکاری منزجر شده‌ایم. پیام ما به رهبری ایران روشن است: به این سرکوب وحشیانه پایان دهید. ما به پاسخگو کردن رژیم ایران ادامه خواهیم داد.»[۳۷]
- فرستاده ویژه ایالات متحده در امور ایران، رابرت مالی در توییتی نوشت: «اعدام محسن شکاری پس از یک محاکمه جعلی، تشدید بی‌رحمانه تلاش‌های حکومت ایران برای سرکوب اعتراضات است.»[۳۷] ند پرایس، سخنگوی وزارت امور خارجه ایالات متحده، طی پیامی اعدام محسن شکاری را نشان‌دهنده تشدید غم‌انگیز تلاش رژیم برای سرکوب مخالفان و خاموش کردن اعتراضات خواند.[۴۳]
- وزارت امور خارجه فرانسه ضمن محکومیت شدید اعدام او اعلام کرد که این اقدام نمونه دیگری از نقض جدی و غیرقابل قبول حقوق بشر و آزادی‌های اساسی توسط مقامات جمهوری اسلامی است.[۴۴]
- کمیساریای عالی حقوق بشر در سازمان ملل متحد، فولکر تورک اعدام محسن شکاری و تحولات اخیر ایران را نگران کننده خواند و از تهران خواست کسانی را که در جریان اعتراضات بازداشت شدند، فوراً آزاد کنند.[۳۷]
- سندیکای کارگران شرکت واحد اتوبوسرانی تهران در بیانیه‌ای اعدام محسن شکاری را محکوم کرد و خواستار لغو مجازات اعدام و «احکام دادگاه‌های غیرقانونی» شد.[۴۵]

### مقامات و طرفداران حکومت
- پس از اعدام شکاری، سید احمد خاتمی، عضو مجلس خبرگان رهبری و سید ابراهیم رئیسی، رئیس جمهوری اسلامی ایران، از اعدام‌ها حمایت کردند.[۴۶]
- محمدتقی نقدعلی، نماینده مجلس یازدهم اعلام کرد «اعدام محسن شکاری مبارک است» و تأکید کرد که «حکم محسن شکاری خیلی هم دیر اجرا شد و ما باید به سمت قضای اسلامی برویم چرا که قضای اسلامی در لحظه است و سنت درست همین است که سریع رسیدگی شود.»[۴۷]
- مسعود ستایشی، سخنگوی قوه قضاییه با حضور در یک برنامه تلویزیونی در صدا و سیمای جمهوری اسلامی ضمن دفاع از این حکم تأیید کرد که وکیل او «تسخیری» بوده است.[۴۸]
- حسین مظفر، عضو مجمع تشخیص مصلحت نظام ضمن حمایت از اعدام معترضان گفت نباید مسامحه و تساهل صورت گیرد.[۴۹]
- حمیدرضا ترقی، سیاستمدار اصول‌گرا و عضو حزب موتلفه اسلامی با دفاع از حکم‌های اعدام گفت «انتظار می‌رود قوه قضائیه تحت تأثیر فضاسازی‌ها دشمنان انقلاب قرار نگیرد و حکم اسلامی را بدون هیچ دغدغه و ترس و واهمه اجرا کند.»[۴۹]
- مصطفی میرسلیم، نماینده مجلس و عضو مجمع تشخیص مصلحت نظام گفت «بنده قاطعانه از عملکرد قوه قضائیه در خصوص اتفاقات اخیر حمایت می‌کنم.» او همچنین با دفاع از حکم‌های اعدام معترضان گفت آن‌ها باید در فاصله ۵ یا ۱۰ روز بعد از دستگیری اعدام شوند.[۵۰]